# Шаман

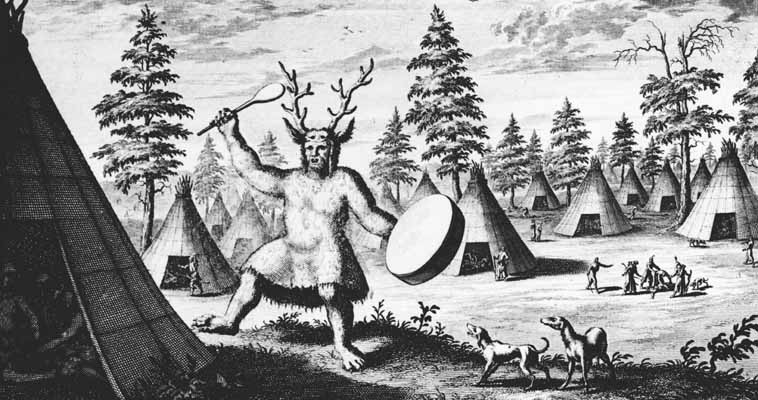
Шаман в Сибири. Рисунок Н. Витсена

Шама́н согласно религиозным и мистическим верованиям шаманизма — человек, являющийся посредником в общении материального и духовного миров.

## Происхождение слова
Термин «шаман» имеется во многих языках мира. 
По одной версии, слово происходит от санскритского шраман (श्रमण śramaṇa) — странствующий отшельник, духовный подвижник-аскет во времена Древней Индии. Вместе с буддизмом этот термин распространился по Азии и через эвенкийский язык проник в русский и западные языки. По другой версии, слово имеет исконное тунгуссо-маньчжурское происхождение и происходит от корня са (са-ми/hа-ми/ша-ми) «знать» + -ман (суфф. отглагольного имени, суфф. склонности лица к чему-либо), дословно: саман «знающий [то, что другим не дано]». 
Шаманом назывался человек, являвшийся посредником и избранником духов, обладавший способностью видеть иную, особую действительность и путешествовать по ней. Каждый народ имеет свои собственные названия для шаманов, которые могут различаться даже у одного народа в зависимости от функций шамана и категории шамана:
- у якутов — ойуун для мужчин, удагaн для женщин;
- у нивхов — ч’ам для мужчин;
- у эвенков, нанайцев и маньчжуров — саман, шаман;
- у ненцев — тадебей;
- у южных селькупов — ҷвэ́җэб;
- у чувашей — ырамащ;
- у алтайцев — кам;
- у тувинцев — хам;
- у эскимосов — ангакок;
- у чукчей – эненылин;
- у корейцев — мудан;
- у японцев — итако;
- у бурят — бэшэгты, бөө;
- у монголов — бөө, великих шаманов — заарин, учителей-шаманов — багш;
- у башкир — баш. баҡсы, баш. бағымсы или баш. бағыусы;
- у татар — багучы;
- у казахов и киргизов — баксы, бакши или бахши;
- у цыган — човали;
- у саамов — нойда;
- у хакасов — по уровню силы — пугдуры, пулгосы и чаланчики;
- у арабских бедуинов — фукара;
- у семангов — халак;
- у джакунов — поханг или поянг;
- у ибанов — мананг.

От тюркского слова «кам» произошло и слово «камлание», обозначающее обрядовое действие шамана, которое осмысляется как воззвание к духам или некоторые обряды — например, препровождение душ умерших в мир мёртвых или мир духов. 
В России слово появилось в XVII веке в письменных сообщениях русских служилых людей из Сибири. Затем оно попало в Европу через иностранцев, ездивших в составе русского посольства Петра I в Китай через Сибирь. Слово получило широкую известность и легло в основу распространившегося в науке понятия «шаманизм». Среди сибирских народов термин «шаман» в значении служителя культа, за исключением некоторых групп тунгусов, не употребляется.

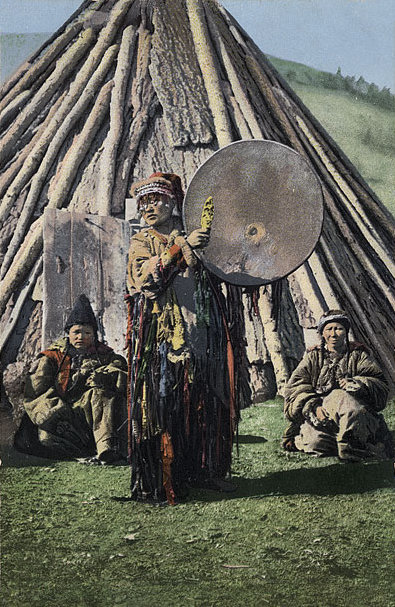
Алтайская шаманка с бубном на фоне традиционного жилища — чаадыра
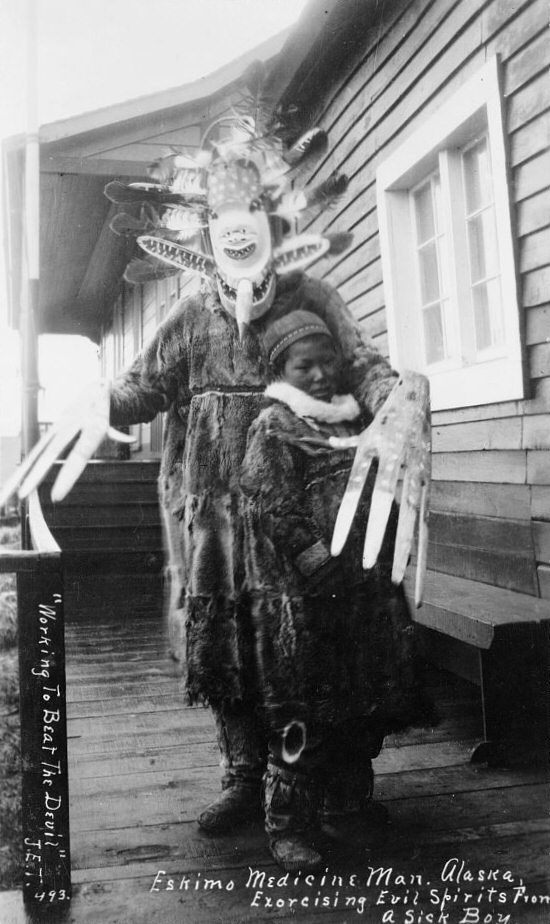
Эскимосский шаман
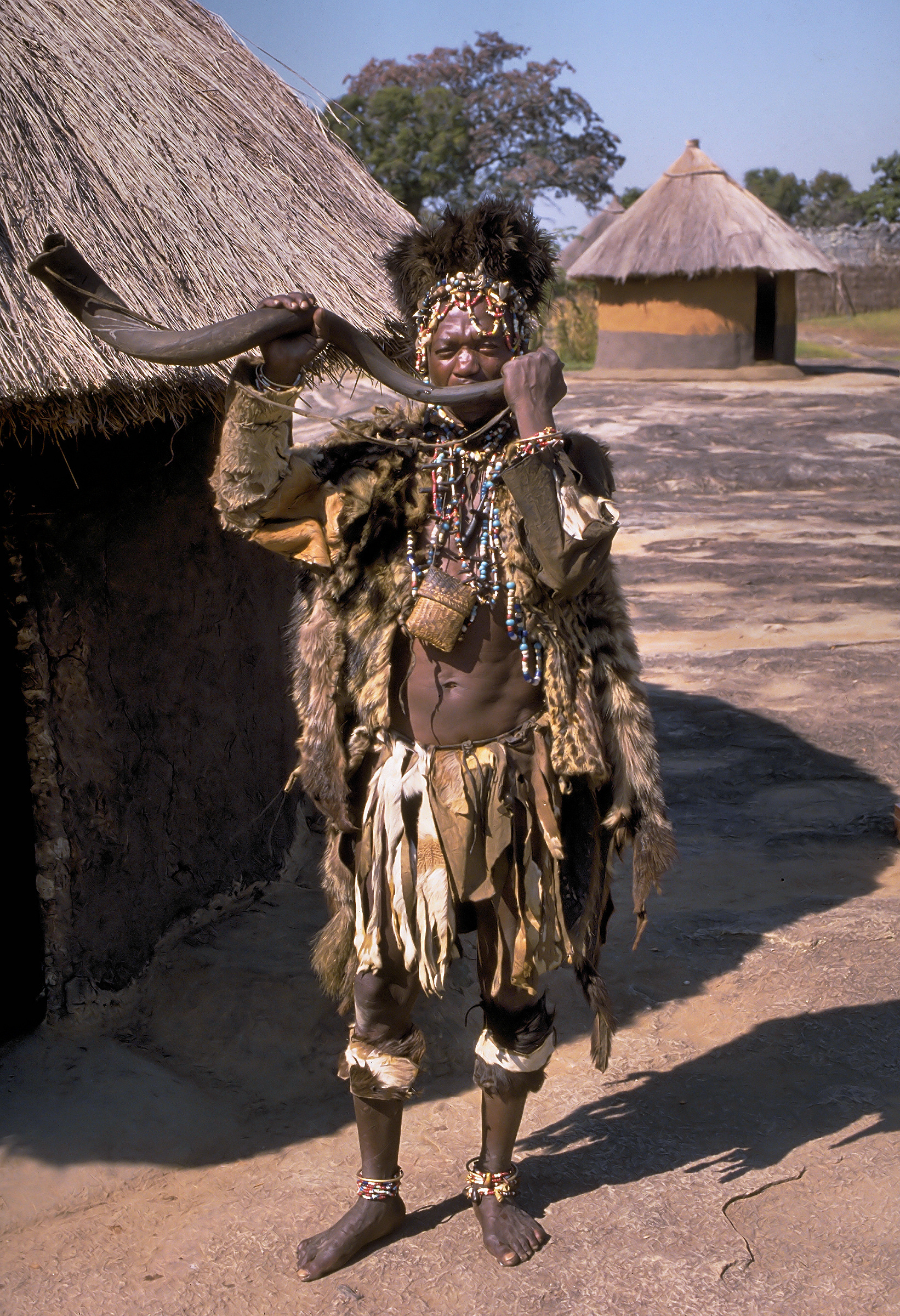
Шаман шона в Зимбабве

## Атрибуты шамана
Атрибутами шамана при камлании или других ритуалах является ритуальная маска / головной убор, одеяние, шаманские аксессуары, наделённые мистической силой, ожерелье, тамбур.